# ویتسن‌هاوزن
شهر ویتسن‌هاوزن (به آلمانی: Witzenhausen) در ایالت هسن در کشور آلمان واقع شده‌است.